# Francis Chandida
Francis Chandida (ur. 28 maja 1979 w Bulawayo) - były zimbabwejski piłkarz grający na pozycji pomocnika.

## Kariera klubowa
Karierę piłkarską Chandida rozpoczął w klubie Shabanie Mine FC. W jego barwach zadebiutował w zimbabwejskiej Premier League. W klubie tym występował do 2003 roku. Wtedy też odszedł do Dynamos Harare, z którym w 2004 roku zdobył Puchar Niepodległości Zimbabwe. W latach 2005–2006 grał w Buymore Chitungwiza.

## Kariera reprezentacyjna
W reprezentacji Zimbabwe Chandida zadebiutował w 2001 roku. W 2005 roku zdobył z Zimbabwe COSAFA Cup 2005 i w finale z Zambią (1:0) strzelił zwycięskiego gola. W 2006 roku w Pucharze Narodów Afryki 2006 był rezerwowym i nie rozegrał żadnego spotkania. Od 2001 do 2006 roku rozegrał 13 meczów i strzelił 3 gole.